# Leichtathletik-Halleneuropameisterschaften 2019/Teilnehmer (Griechenland)
| Gelbes Symbol für Goldmedaillen mit stilisierten Olympischen Ringen | Graues Symbol für Silbermedaillen mit stilisierten Olympischen Ringen | Braundes Symbol für Bronzemedaillen mit stilisierten Olympischen Ringen |
| ------------------------------------------------------------------- | --------------------------------------------------------------------- | ----------------------------------------------------------------------- |
| 1                                                                   | 2                                                                     | 1                                                                       |

Aus Griechenland starteten sieben Athletinnen und zehn Athleten bei den Leichtathletik-Halleneuropameisterschaften 2019 in Glasgow, die vier Medaillen (1 × Gold, 2 × Silber und 1 × Bronze) errangen sowie eine Weltjahresbestleistung aufstellten.
Der Griechische Leichtathletikverband SEGAS (Σύνδεσμος Ελληνικών Γυμναστικών Αθλητικών Σωματείων - ΣΕΓΑΣ) gab am 20. Februar 2019 eine 17-köpfige Mannschaft bekannt, und damit die größte, die Griechenland seit 2005 entsandte. Nicht mit dabei waren Maria Belibasaki, Adonios Mastoras, Elisavet Pesiridou, Lykourgos-Stefanos Tsakonas und Dimitris Tsiamis.

## Ergebnisse

### Frauen

#### Laufdisziplinen
| Athletin                      | Disziplin | Vorlauf               | Vorlauf | Halbfinale         | Halbfinale         | Finale             | Finale             |
| Athletin                      | Disziplin | Zeit                  | Platz   | Zeit               | Platz              | Zeit               | Platz              |
| ----------------------------- | --------- | --------------------- | ------- | ------------------ | ------------------ | ------------------ | ------------------ |
| Rafailia Spanoudaki-Hatziriga | 60 m      | DQ (Fehlstart R162.8) | –       | nicht qualifiziert | nicht qualifiziert | nicht qualifiziert | nicht qualifiziert |
| Irini Vasiliou                | 400 m     | 53,66 s               | 26      | nicht qualifiziert | nicht qualifiziert | nicht qualifiziert | nicht qualifiziert |

#### Sprung/Wurf
| Athletin               | Disziplin      | Qualifikation | Qualifikation | Finale             | Finale             |
| Athletin               | Disziplin      | Höhe/Weite    | Platz         | Höhe/Weite         | Platz              |
| ---------------------- | -------------- | ------------- | ------------- | ------------------ | ------------------ |
| Tatiana Gousin         | Hochsprung     | 1,85 m        | 23            | nicht qualifiziert | nicht qualifiziert |
| Nikoleta Kyriakopoulou | Stabhochsprung | 4,60 m        | 7             | 4,65 m             | Bronze             |
| Eleni-Klaoudia Polak   | Stabhochsprung | 4,50 m =PB    | 12            | nicht qualifiziert | nicht qualifiziert |
| Katerina Stefanidi     | Stabhochsprung | 4,60 m        | 1             | 4,65 m             | 4                  |
| Paraskevi Papachristou | Dreisprung     | 14,28 m       | 2             | 14,50 m PB         | Silber             |

### Männer

#### Laufdisziplinen
| Athlet                 | Disziplin   | Vorlauf     | Vorlauf | Halbfinale         | Halbfinale         | Finale             | Finale             |
| Athlet                 | Disziplin   | Zeit        | Platz   | Zeit               | Platz              | Zeit               | Platz              |
| ---------------------- | ----------- | ----------- | ------- | ------------------ | ------------------ | ------------------ | ------------------ |
| Efthimios Steryioulis  | 60 m        | 6,91 s      | 37      | nicht qualifiziert | nicht qualifiziert | nicht qualifiziert | nicht qualifiziert |
| Panayiotis Trivizas    | 60 m        | 6,80 s      | 26      | nicht qualifiziert | nicht qualifiziert | nicht qualifiziert | nicht qualifiziert |
| Konstantinos Zikos     | 60 m        | 6,66 s      | 1       | 6,64 s             | 4                  | 6,67 s             | 5                  |
| Andreas Dimitrakis     | 1500 m      | 3:50,94 min | 22      | –––                | –––                | nicht qualifiziert | nicht qualifiziert |
| Konstadinos Douvalidis | 60 m Hürden | 7,69 s SB   | 8       | 7,66 s SB          | 5                  | 7,65 s SB          | 5                  |

#### Sprung/Wurf
| Athlet                 | Disziplin      | Qualifikation | Qualifikation | Finale     | Finale |
| Athlet                 | Disziplin      | Höhe/Weite    | Platz         | Höhe/Weite | Platz  |
| ---------------------- | -------------- | ------------- | ------------- | ---------- | ------ |
| Konstandinos Baniotis  | Hochsprung     | 2,25 m        | 3             | 2,26 m     | Silber |
| Konstadínos Filippídis | Stabhochsprung | 5,60 m        | 8             | NM         | –      |
| Emmanouil Karalis      | Stabhochsprung | 5,70 m        | 1             | 5,65 m     | 4      |
| Miltiadis Tendoglou    | Weitsprung     | 8,01 m        | 2             | 8,38 m WL  | Gold   |
| Nikolaos Skarvelis     | Kugelstoßen    | 20,34 m SB    | 7             | 20,13 m    | 8      |